# Čiprovci
Čiprovci (bulharsky Чипровци) je město ležící v severozápadním Bulharsku, v kotlině řeky Ogosta na severovýchodním úbočí Západní Staré planiny. Je správním střediskem stejnojmenné obštiny a žije zde přibližně 1 500 obyvatel.

## Historie
Nejstarší historie města je spojena s Thráky, kteří 2,5 km jižně od současného města založili sídliště, z něhož se dochovaly pozůstatky. K oné době se také datuje počátek těžby stříbra, olova, železa, mědi a zlata. V roce 29 př. n. l. se území stalo součástí Římské říše jako provincie Moesia a stalo se jednou z nejvýznamnějších oblastí těžby zlata na Balkáně. Těžba rud si zachovala význam až do pozdního starověku. Výrobní zkušenosti převzali Slované, kteří sem přišli v 6. století. V roce 1371 byla do Čiprovců přenesena z bosenského hornického města Olovo zázračná ikona Panny Marie a vydržela tu po staletí až do Čiprovského povstání, kdy ji uprchlíci odnesli s sebou do Sibině. Na konci 14. století byli v oblasti aktivní františkánští misionáři a nejspíše zde položili základy katolického vyznání. V téže době byla zdejší oblast majetkem bojarského rodu Sojmirovičů, jak je potvrzeno několika dokumenty z Dubrovníku, kam uprchli po porážce Osmanskou říší.
Oblast se připojila po roce 1402 k povstání Konstantina a Fružina, ale o jeho konkrétním rozsahu není dostatek zpráv. Oba byli příslušníky bulharské královské dynastie a jejich povstání bylo podporováno Uherskem, kde oba konvertovali ke katolictví. To se považuje za další faktor, který zdejší katolíky posílil. Pod osmanskou vládou si město, tehdy nazývané Kiprovec, a sousední hornické osady zachovaly výsady, které měly udržet těžbu v chodu. V čele zdejší oblasti stál kňaz, který byl obvykle katolík, což však nebyla dědičná funkce. Měl soudní pravomoci a v Čiprovcích mimo to fungovala městská rada, která mu byla nápomocna. V celém vévodství, ke kterému patřilo 12 hornických osad, směl bydlet jen jeden muslim. V pozdním středověku se v Čiprovcích usadili saští horníci, aby zvýšili technickou úroveň dolů. Není známo, odkud přišli, ale pravděpodobně z Transylvánie nebo Srbska. Jejich počet se odhaduje na několik desítek a později byli plně asimilováni místním obyvatelstvem a o jejich přítomnosti svědčí stopy po  německých slovech v místním dialektu. Z neznámých důvodů náležely Čiprovci k sofijskému sandžaku, zatímco Kopilovci, ležící na jihovýchod odtud, k vidinskému. Většina okolních hornických obcí se stala lénem valíde sultána s příjmem 380 tisíc akçe. Samotná těžba podléhala koncesi za roční poplatek a často se svěřovala Dubrovničanům, kterým si na konci 16. století místní obyvatelé stěžovali, že intenzivní těžba a hlušina zničily velkou část obdělávané půdy v údolí. Již v během onoho století se zde Dubrovničané etablovali a zvolili si město za svůj  hlavní opěrný bod v severním Bulharsku. Do 16. století spadá vznik čiprovské knižní školy a odhaduje se, že na jeho konci zde žilo 1 800 až 2 500 lidí. Pietro Massarecchi si při návštěvě v roce 1621 zapsal, že zde žije 800 rodin (5 až 6 tisíc lidí) a počet katolíků dosahuje 1 200. V následujících desetiletích se Čiprovci staly centrem katolíků a přilákaly mnoho Bulharů ze všech koutů země. Roku 1643 byl počet katolíků odhadován na 2 140. Tehdy tu fungovalo 12 samostatných dolů, z nichž každý měl vlastní huť na extrakci olova a stříbra. Přímo zde se zlato se netěžilo. V témže období sem přesídlila řada pravoslavných Albánců, což je doloženo církevními zápisy. Během prvních tří staletí cizí nadvlády zde přetrvával hospodářský, politický a kulturní rozkvět. Z řemesel získalo největší věhlas zlatnictví a díky němu byly udržovány čilé obchodní styky nejen v rámci Osmanské říše, ale i se střední Evropou. Odrazem tohoto úspěchu byla výstavba kostelů (1436), klášterů, škol a bohatých soukromých domů. Po stránce náboženské byly udržovány styky s katolickou a ruskou pravoslavnou církví. Ve městě sídlil Ilja Marinov, jenž byl roku 1624 papežem Urbanem VI. vysvěcen na sofijského biskupa, přičemž pod něj spadaly i kostely ve Valašsku. V letech 1668 – 1672 postavil arcibiskup Petr Bogdan nový katolický kostel na místě starého z 15. století, který byl ve špatném stavu, a zde se každoročně v srpnu konala shromáždění katolických věřících. Jak vyplývá z pramenů katolické církve, v první polovině 17. století se postavení obyvatel náhle zhoršilo. Mnohá dosavadní privilegia hornických osad přestala být respektována a místní správa se uchylovala k svévolnému násilí. Přesto místní obchodníci začali rozšiřovat svoji působnost do sousedních oblastí a pak i do Cařihradu, Pešti a Brašova, přičemž ve Valašsku se jim podařilo získat významná privilegia a založit stálou kolonii v Targovišti. Důvodem obchodní expanze byl také pokles těžby kvůli vyčerpání jednoduchých ložisek. Ovlivněni nedaleko vedenou rakousko-tureckou válkou vyvolali místní katolíci v září 1688 Čiprovské povstání. To přitáhl potlačit Imrich Tököly. Podařilo se mu lehce ozbrojené povstalce porazit a zatlačit do zdejšího údolí, kde jejich odpor zlomil. Obyvatelé byli zmasakrování a více než polovina jich byla zabita. Většina přeživších hledala spásu ve Valašsku, Chorvatsku a Uhrách, kde se prohlašovali za Arnauty. Město bylo spáleno, zdevastováno a zpustošeno a nikdy nedosáhlo své minulé velikosti. 
V důsledku porážky zde vymizelo katolické vyznání. Podle současných příjmení přišli noví obyvatelé z blízké Berkovice a také ze vzdálenějších oblastí od Pirotu a Caribrodu. Přesto si zachovali bojovného ducha a přidali se k Mančovově vzpouře v roce 1836, k dalšímu povstání v roce 1837 a také se také účastnili Vidinského povstání v roce 1850. V 19. století se zde rozvinulo tkaní koberců, patrně jako řemeslo novousedlíků. Během srbsko-turecké války město obsadily čety bulharských dobrovolníků, ale turecká armáda je po několikadenním boji vytlačila. Město se stalo součástí Bulharského knížectví v roce 1878. V roce 1950 zde na protest proti kolektivizaci místní zapálili družstevní stáje.

## Obyvatelstvo
K 15. prosinci 2023 ve městě žilo 1 533 obyvatel a bylo zde trvale hlášeno 1 657 obyvatel. Podle sčítání 1. února 2011 bylo národnostní složení následující:
- Bulhaři: 1 827 (99.2 %)
- Romové: 3 (0.2 %)
- ostatní: 11 (0.6 %)